# Andrei Petrowitsch Tissin
Andrei Petrowitsch Tissin  (russisch Андрей Петрович Тиссин; * 5. Juli 1975 in Rogowskaja, Sowjetunion; † 1. März 2008 bei Stawropol) war ein russischer Kanute und Trainer.

## Sportliche Karriere
Andrei Tissin nahm während seiner Karriere bei mehreren Welt- und Europameisterschaften teil. Seine größten Erfolge erzielte er hierbei im Kajak-Vierer. Drei Europameisterschafts-Titel und ein Weltmeister-Titel stehen für ihn hier zu Buche. Bei den Olympischen Sommerspielen 1996 in Atlanta nahm er allerdings im Kajak-Zweier teil. Zusammen mit Alexander Iwanik schied er allerdings früh aus. Im Jahr 2008, Tissin war inzwischen einer der Nationaltrainer des russischen Teams, verunglückte er bei einer Trainings-Einheit tödlich, als sein Motorboot plötzlich kenterte. Er wurde nur 32 Jahre alt.